# Maison du Maître Tanneur
La maison du Maître Tanneur est un édifice situé à Eymoutiers, en France.

## Localisation
La maison est située dans le département français de la Haute-Vienne, sur la commune de Eymoutiers, rue Farges.

## Historique
L'édifice est partiellement classé au titre des monuments historiques le 31 décembre 1980 ; la maison et le jardin sont inscrits le même jour.